# روجر سيسيل
روجر سيسيل (بالإنجليزية: Roger Cecil)‏ هو رسام بريطاني، ولد في 18 يوليو 1942 في Abertillery ‏ في المملكة المتحدة، وتوفي في 22 فبراير 2015 في ويلز في المملكة المتحدة بسبب انخفاض درجة الحرارة.